# Acrolophus catagnampta
Acrolophus catagnampta är en fjärilsart som beskrevs av Edward Meyrick 1930. Acrolophus catagnampta ingår i släktet Acrolophus och familjen Acrolophidae. Inga underarter finns listade i Catalogue of Life.